# Opalescència

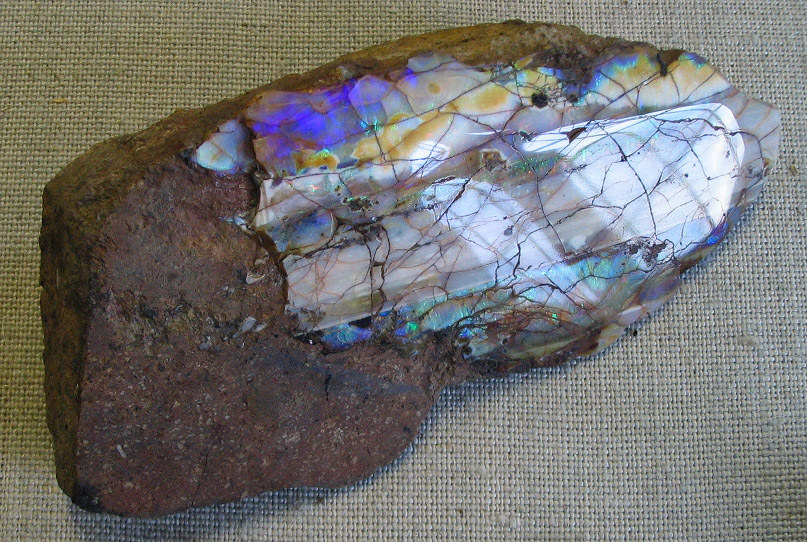
Efecte d'opalescència.

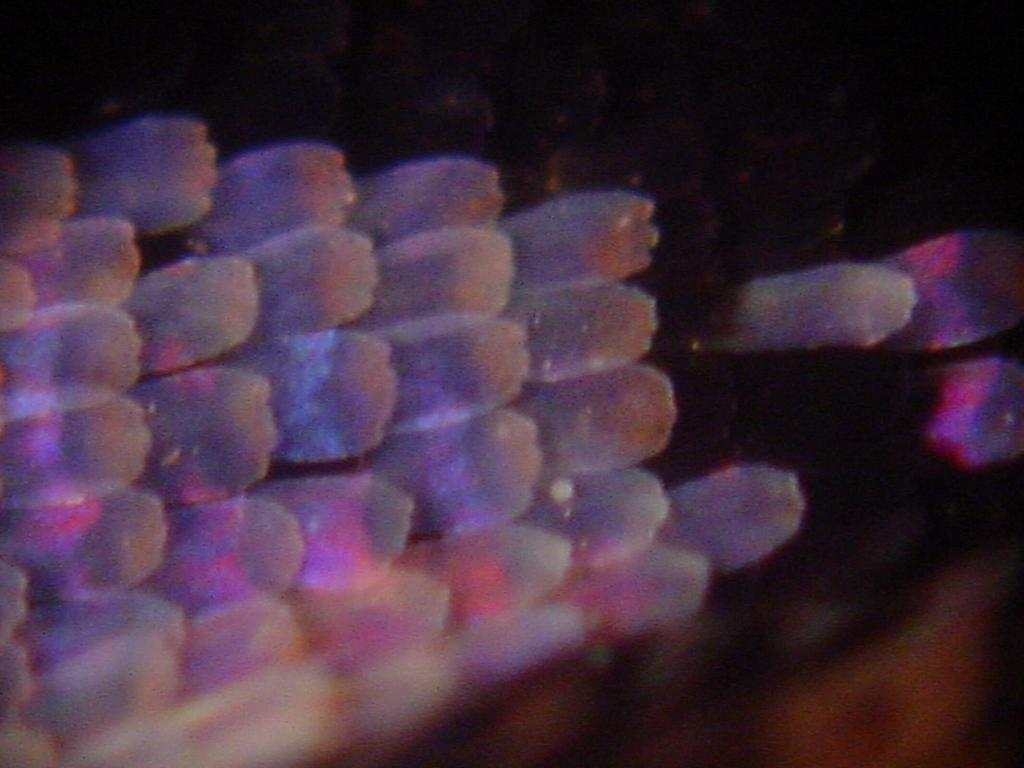
Opalescència.

L opalescència és un tipus de dicroisme que apareix en sistemes molt dispersats, amb poca opacitat. Aquests materials adquireixen un aspecte lletós, amb iriditzacions. En aquests casos, un material pot aparèixer, per exemple, amb color groc-rogenc en veure la llum transmesa i de color blau en veure la llum difusa en direcció perpendicular a la llum transmesa. El fenomen rep aquest nom per la seva aparició en certs minerals anomenats òpals.
Hi ha diferents graus de comportament opalescent. Per a una certa concentració de partícules, la dispersió és tan forta que tota la llum que passa a través d'aquest material es dispersa, i el cos deixa de ser transparent.

## Exemples i causes
L'opalescència és molt freqüent en certs minerals que presenten alguna terbolesa lletosa com els òpals. És deguda al fet que contenen inclusions disperses. Altres minerals opalescents són el quars lletós, la calcedònia, l'albita, certes del tipus oligoclasa (pedra de lluna) i altres.

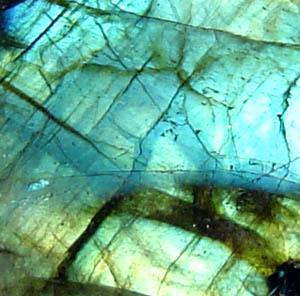
Labradorita.

La labradorita presenta un fenomen que correspon a una forta iridescència
Un exemple fora del món mineral es pot obtenir afegint unes gotes de llet a un vas d'aigua: la llet es veu blavosa. Si es mira a través de la llet a una font de llum, es veurà groc-rogenca.

### Opalescència atmosfèrica
Un altre exemple és la diferència entre el cel blau durant el dia i el cel groc-rogenc al capvespre. Aquest fenomen és degut a la presència de partícules alienes a l'aire (gotetes d'aigua, pols, etc.) en suspensió.

### Opalescència crítica
L'opalescència crítica designa el conjunt de fenòmens òptics que acompanyen la desaparició i reaparició del menisc en la interfase líquid-gas d'un fluid al voltant del seu punt crític i que es deuen a un augment de la intensitat de la dispersió de Rayleigh escalar. El fluid es torna lletós i opac.